# Вен Тунг
Вен Тунг (1018 — 1079), кин. Wén Tóng, 文同, име по пунолетству: Ји-к’ (Yǔkě, 与可), псеудоним: Господин који се смеши (Xiàoxiào xiānsheng, 笑笑先生) био је кинески сликар, калиграф и песник из династије Северни Сунг. Пореклом је из Јунг-таија у С’-чуану. Познатим су га учиниле слике бамбуса, сликане тушем.

## Биографија
Са одличним успехом је положио државни испит за цивилну службу, прве године ере Јоу-јуен цара Жен-цунга (1049. године), и убрзо постао чиновник високог ранга. Био је префект округа Ћијунг (邛州) и Јанг (洋州) у С’-чуану. На почетку ере Јуен-фенг цара Шен-цунга (1078. или 1079) добио је положај префекта провинције Ху (胡州), али је преминуо пре преузимања дужности.
Сматран је за узорног уметника учењачког сликарства (shìrénhuà, 士人画), које је идеализовало спонтаност и сликање без новчане надокнаде. Сматрало се да је умео да држи две четкице у руци и истовремено слика два различита удаљена бамбуса. Када је сликао бамбус, није имао потребе да пред собом има биљку, већ ју је сликао из главе.
Биографске забелешке и приче кажу да је током живота у провинцији Јанг пуно времена проводио у долини Јин-данг (筼筜谷) у којој је бамбуса било у изобиљу. Тамо је годинама предано проучавао бамбус у свим годишњим добима, у свако доба дана и ноћи, да би спознао суштину бамбуса, његов облик, кретања, промене.

## Дела
Његова калиграфска дела су изгубљена. Сачуване су четири оригиналне слике бамбуса и више песама, забележених у „Збирци из Дан-јуена“ (Dānyuān jí, 丹渊集). Назив његове најпознатије слике једноставно гласи „Слика бамбуса рађена тушем“ (Mòzhú tú, 墨竹图), и она се данас чува у Таи-беију.
Његов брат од тетке, песник и државник Су Дунг-по, хвалио га је као врхунског мајстора у песништву ш’ и ц’ стила, сликарству и калиграфији травнатог стила.
Вен Тунгов савременик, песник Чао Бу-џ’, написао је једну песму у његову част. Њен најпознатији стих гласи:

与可画竹时，胸中有成竹。

У тренутку кад Ји-к’ слика бамбус, он је у његовим срцу већ израстао.

Из овог стиха настао је и кинески идиом „Гајити бамбус у срцу“ (Xiōng yǒu chéng zhù, 胸有成竹), који описује људе искрено предане свом послу и истинске стручњаке, односно људе који пре започињања неког посла већ имају јасну слику о томе што ће радити.
Уметници каснијих генерација који су учили да сликају бамбус преко његових слика, називају се понекад „школом/стилом провинције Ху“, према последњој провинцији у којој је Вен живео.